# Gretna (Louisiana)
Gretna è un comune degli Stati Uniti d'America, situato nello Stato della Louisiana, in particolare nella parrocchia di Jefferson, della quale è il capoluogo.

## Citazioni letterarie
In uno dei suoi più celebri romanzi, "Come cenere nel vento", Kathleen E. Woodiwiss, la popolare scrittrice americana nota per il genere Romance, cita Gretna come una delle tappe del viaggio del protagonista della storia, nel periodo della Guerra civile americana.